# Barnatorkú lappantyú
A barnatorkú lappantyú (Antrostomus ridgwayi) a madarak (Aves) osztályának a lappantyúalakúak (Caprimulgiformes) rendjéhez, ezen belül a lappantyúfélék (Caprimulgidae) családjához tartozó faj.

## Rendszerezése
A fajt Edward William Nelson amerikai ornitológus írta le 1897-ben. Sorolják a Caprimulgus nembe Caprimulgus ridgwayi néven is.

## Alfajai
- Antrostomus ridgwayi ridgwayi (Nelson, 1897) - Arizona, Új-Mexikó és Mexikó nyugati része
- Antrostomus ridgwayi troglodytes (Griscom, 1930)[2] - Guatemala, Honduras és Nicaragua

## Előfordulása
Amerikai Egyesült Államok déli részén, Mexikó, Guatemala, Honduras és Nicaragua területén honos. Természetes élőhelyei a szubtrópusi vagy trópusi lombhullató erdők és cserjések. Állandó, nem vonuló faj.

## Megjelenése
Testhossza 21,5–24,5 centiméter, testtömege 45–54 gramm.

## Életmódja
Rovarokkal táplálkozik.

## Természetvédelmi helyzete
Az elterjedési területe nagyon nagy, egyedszáma ugyan csökken, de még nem éri el a kritikus szintet. A Természetvédelmi Világszövetség Vörös listáján nem fenyegetett fajként szerepel.